# Brani musicali al numero uno in Italia (2019)
La presente lista elenca le canzoni che hanno raggiunto la prima posizione nella classifica settimanale italiana Top Singoli, stilata durante il 2019 dalla Federazione Industria Musicale Italiana, in collaborazione con la GfK Retail and Technology Italia.
| Settimana                                | Brano                 | Artista/i                                                              | Totale settimane al numero 1 |
| ---------------------------------------- | --------------------- | ---------------------------------------------------------------------- | ---------------------------- |
| Settimana 1 (28 dicembre-3 gennaio)      | Il cielo nella stanza | Salmo feat. Nstasia                                                    | 4                            |
| Settimana 2 (4 gennaio-10 gennaio)       | Il cielo nella stanza | Salmo feat. Nstasia                                                    | 4                            |
| Settimana 3 (11 gennaio-17 gennaio)      | È sempre bello        | Coez                                                                   | 3                            |
| Settimana 4 (18 gennaio-24 gennaio)      | Stamm fort            | Luchè feat. Sfera Ebbasta                                              | 1                            |
| Settimana 5 (25 gennaio-31 gennaio)      | TVTB                  | Fedez feat. Dark Polo Gang                                             | 1                            |
| Settimana 6 (1 febbraio-7 febbraio)      | È sempre bello        | Coez                                                                   | 3                            |
| Settimana 7 (8 febbraio-14 febbraio)     | Soldi                 | Mahmood                                                                | 6                            |
| Settimana 8 (15 febbraio-21 febbraio)    | Soldi                 | Mahmood                                                                | 6                            |
| Settimana 9 (22 febbraio-28 febbraio)    | Soldi                 | Mahmood                                                                | 6                            |
| Settimana 10 (1 marzo-7 marzo)           | Soldi                 | Mahmood                                                                | 6                            |
| Settimana 11 (8 marzo-14 marzo)          | Soldi                 | Mahmood                                                                | 6                            |
| Settimana 12 (15 marzo-21 marzo)         | Soldi                 | Mahmood                                                                | 6                            |
| Settimana 13 (22 marzo-28 marzo)         | Con calma             | Daddy Yankee feat. Snow                                                | 1                            |
| Settimana 14 (29 marzo-4 aprile)         | È sempre bello        | Coez                                                                   | 3                            |
| Settimana 15 (5 aprile-11 aprile)        | Calma (Remix)         | Pedro Capó feat. Farruko                                               | 3                            |
| Settimana 16 (12 aprile-18 aprile)       | Calma (Remix)         | Pedro Capó feat. Farruko                                               | 3                            |
| Settimana 17 (19 aprile-25 aprile)       | Calma (Remix)         | Pedro Capó feat. Farruko                                               | 3                            |
| Settimana 18 (26 aprile-2 maggio)        | Calipso               | Charlie Charles with Dardust feat. Sfera Ebbasta, Mahmood, Fabri Fibra | 4                            |
| Settimana 19 (3 maggio-9 maggio)         | Calipso               | Charlie Charles with Dardust feat. Sfera Ebbasta, Mahmood, Fabri Fibra | 4                            |
| Settimana 20 (10 maggio-16 maggio)       | I Don't Care          | Ed Sheeran & Justin Bieber                                             | 1                            |
| Settimana 21 (17 maggio-23 maggio)       | Calipso               | Charlie Charles with Dardust feat. Sfera Ebbasta, Mahmood, Fabri Fibra | 4                            |
| Settimana 22 (24 maggio-30 maggio)       | Calipso               | Charlie Charles with Dardust feat. Sfera Ebbasta, Mahmood, Fabri Fibra | 4                            |
| Settimana 23 (31 maggio-6 giugno)        | Ostia Lido            | J-Ax                                                                   | 2                            |
| Settimana 24 (7 giugno-13 giugno)        | Veleno VII            | Gemitaiz & MadMan                                                      | 1                            |
| Settimana 25 (14 giugno-20 giugno)       | Ostia Lido            | J-Ax                                                                   | 2                            |
| Settimana 26 (21 giugno-27 giugno)       | Jambo                 | Takagi & Ketra, Omi & Giusy Ferreri                                    | 2                            |
| Settimana 27 (28 giugno-4 luglio)        | Jambo                 | Takagi & Ketra, Omi & Giusy Ferreri                                    | 2                            |
| Settimana 28 (5 luglio-11 luglio)        | Ho paura di uscire 2  | Machete, Salmo & Lazza                                                 | 1                            |
| Settimana 29 (12 luglio-18 luglio)       | Yoshi                 | Machete, Dani Faiv & Thasup feat. Fabri Fibra                          | 2                            |
| Settimana 30 (19 luglio-25 luglio)       | Senõrita              | Shawn Mendes & Camila Cabello                                          | 1                            |
| Settimana 31 (26 luglio-1 agosto)        | Dove e quando         | Benji & Fede                                                           | 1                            |
| Settimana 32 (2 agosto-8 agosto)         | Una volta ancora      | Fred De Palma feat. Ana Mena                                           | 8                            |
| Settimana 33 (9 agosto-15 agosto)        | Una volta ancora      | Fred De Palma feat. Ana Mena                                           | 8                            |
| Settimana 34 (16 agosto-22 agosto)       | Una volta ancora      | Fred De Palma feat. Ana Mena                                           | 8                            |
| Settimana 35 (23 agosto-29 agosto)       | Una volta ancora      | Fred De Palma feat. Ana Mena                                           | 8                            |
| Settimana 36 (30 agosto-5 settembre)     | Una volta ancora      | Fred De Palma feat. Ana Mena                                           | 8                            |
| Settimana 37 (6 settembre-12 settembre)  | Una volta ancora      | Fred De Palma feat. Ana Mena                                           | 8                            |
| Settimana 38 (13 settembre-19 settembre) | Yoshi (Remix)         | Machete, Dani Faiv & J Balvin feat. Thasup, Fabri Fibra & Capo Plaza   | 2                            |
| Settimana 39 (20 settembre-26 settembre) | Una volta ancora      | Fred De Palma feat. Ana Mena                                           | 8                            |
| Settimana 40 (27 settembre-3 ottobre)    | Una volta ancora      | Fred De Palma feat. Ana Mena                                           | 8                            |
| Settimana 41 (4 ottobre-10 ottobre)      | Gigolò                | Lazza & Sfera Ebbasta feat. Capo Plaza                                 | 1                            |
| Settimana 42 (11 ottobre-17 ottobre)     | Dance Monkey          | Tones and I                                                            | 3                            |
| Settimana 43 (18 ottobre-24 ottobre)     | Dance Monkey          | Tones and I                                                            | 3                            |
| Settimana 44 (25 ottobre-31 ottobre)     | Dance Monkey          | Tones and I                                                            | 3                            |
| Settimana 45 (1 novembre-7 novembre)     | Supreme - L'ego       | Marracash, Thasup & Sfera Ebbasta                                      | 1                            |
| Settimana 46 (8 novembre-14 novembre)    | Blun7 a Swishland     | Thasup                                                                 | 9                            |
| Settimana 47 (15 novembre-21 novembre)   | Blun7 a Swishland     | Thasup                                                                 | 9                            |
| Settimana 48 (22 novembre-28 novembre)   | Blun7 a Swishland     | Thasup                                                                 | 9                            |
| Settimana 49 (29 novembre-5 dicembre)    | Blun7 a Swishland     | Thasup                                                                 | 9                            |
| Settimana 50 (6 dicembre-12 dicembre)    | Blun7 a Swishland     | Thasup                                                                 | 9                            |
| Settimana 51 (13 dicembre-19 dicembre)   | Tutto questo sei tu   | Ultimo                                                                 | 1                            |
| Settimana 52 (20 dicembre-26 dicembre)   | Blun7 a Swishland     | Thasup                                                                 | 9                            |

Fonte:
- Una volta ancora di Fred De Palma in collaborazione con Ana Mena, con 8 settimane non consecutive di permanenza alla numero uno, è il singolo che ha passato più tempo in vetta alla classifica nel 2019.

## Classifica fine anno
| Brano              | Artista/i                                                              | Certificazione |
| ------------------ | ---------------------------------------------------------------------- | -------------- |
| Una volta ancora   | Fred De Palma feat. Ana Mena                                           | 7 Platino      |
| È sempre bello     | Coez                                                                   | 5 Platino      |
| Calma (Remix)      | Pedro Capó feat. Farruko                                               | 4 Platino      |
| Soldi              | Mahmood                                                                | 4 Platino      |
| Calipso            | Charlie Charles with Dardust feat. Sfera Ebbasta, Mahmood, Fabri Fibra | 4 Platino      |
| Dove e quando      | Benji & Fede                                                           | 5 Platino      |
| Con calma          | Daddy Yankee feat. Snow                                                | 4 Platino      |
| Per un milione     | Boomdabash                                                             | 4 Platino      |
| Jambo              | Takagi & Ketra, Omi & Giusy Ferreri                                    | 4 Platino      |
| I tuoi particolari | Ultimo                                                                 | 4 Platino      |